# HEC Montréal

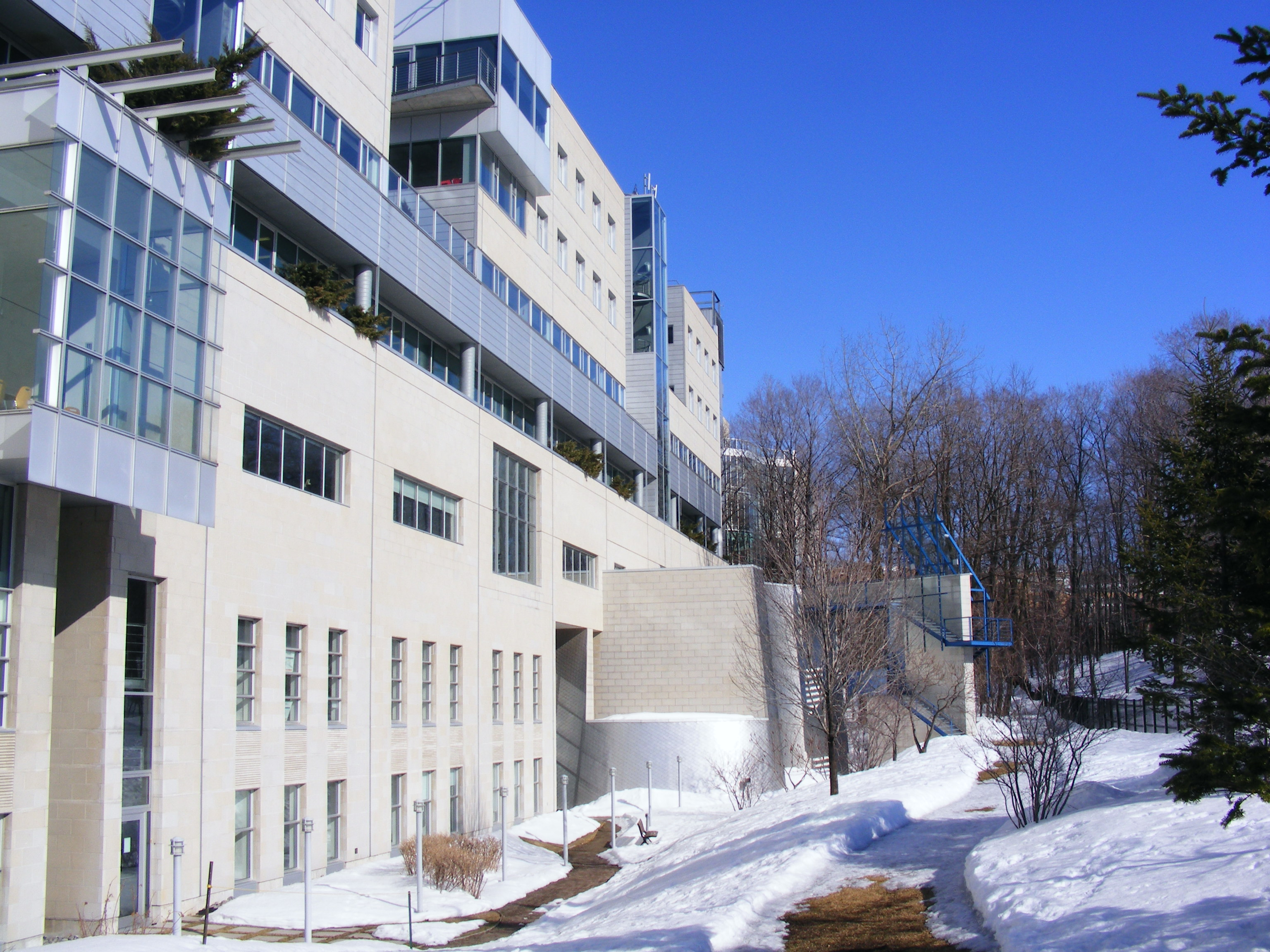
HEC Montréal

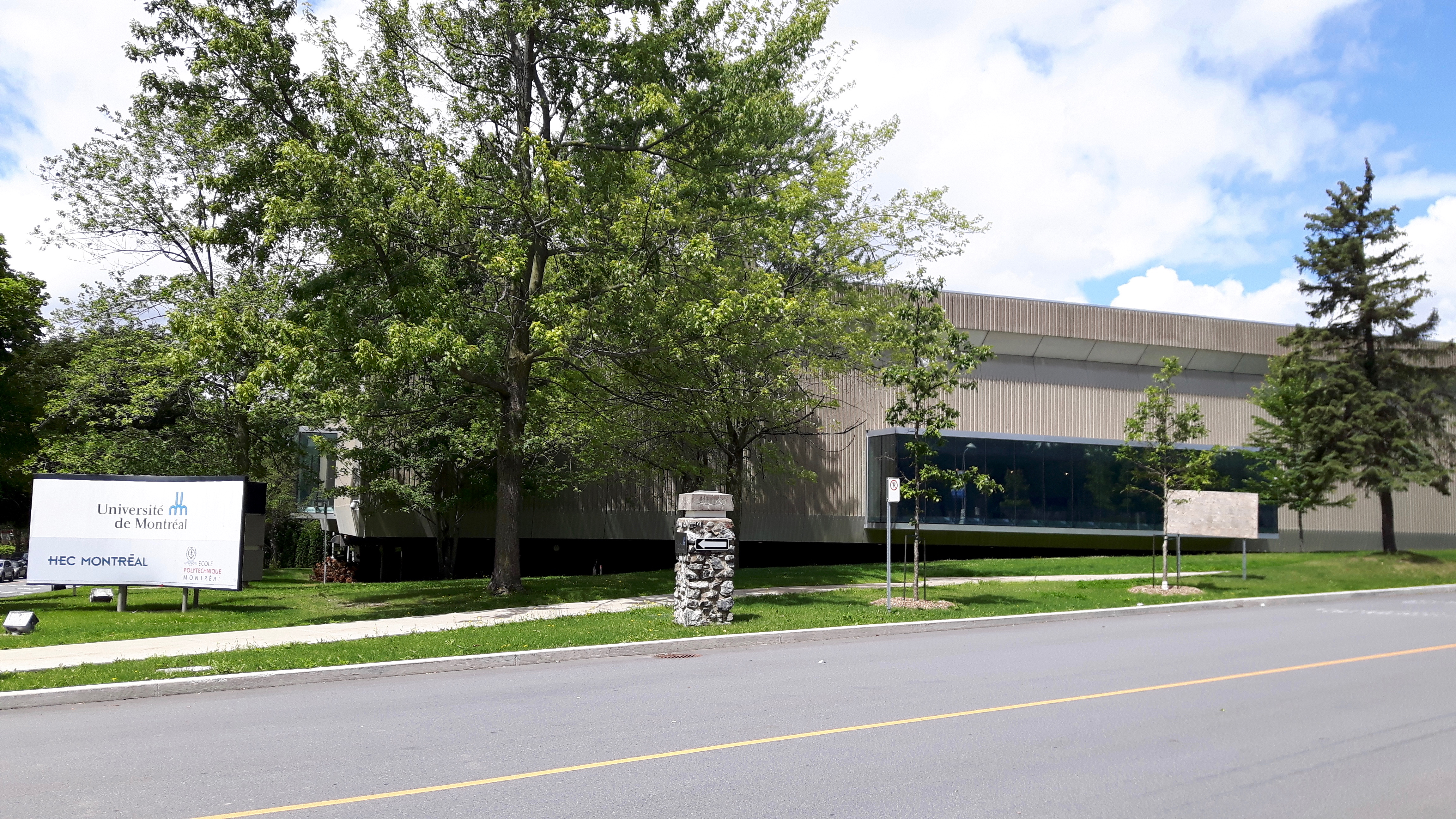
HEC Montréal

HEC Montréal (celým názvem École des Hautes Études Commerciales) je veřejnou kanadskou univerzitou se zaměřením na ekonomii. V současnosti na ní studuje okolo 12 000 studentů. HEC Montréal je přidružena k Université de Montréal podobně jako École Polytechnique. Je akreditována u asociací EQUIS (Evropská unie), ACCSB (Spojené království) a AMBA (USA).

## Historie univerzity
Univerzita byla založena roku 1907. Je to nejstarší univerzita v oboru ekonomie v Kanadě. Původní budova HEC Montréal se nacházela v centru Montrealu. V roce 1970 byla dokončena stavba nové budovy na avenue Décelles poblíž Université de Montréal. Roku 1996 byla otevřena nová budova v ulici chemin de la Côte-Sainte-Catherine.

## Univerzitní programy
- Certifikát
- BBA (BAA)
- MSc
- MBA
- PhD